# Konsulterende psykologi
 Denne artikel bør gennemlæses af en person med fagkendskab for at sikre den faglige korrekthed.

Konsulterende psykologi (på engelsk: counselling psychology) er en internationalt anerkendt tilgang inden for anvendt psykologi der har eksisteret som en akkrediteret "division" (Division of Counselling Psychology), uddannelse og professionrute under "The British Psychological Society" siden 1994. Konsulterende psykologi er kommet under "statutory regulation" ved Health Professions Council i Storbritannien fra den 1. juli 2009.
Konsulterende psykologi er baseret på værdier og metoder fra henholdsvis fænomenologiske/humanistiske/eksistentielle traditioner, psykoanalytiske/psykodynamiske traditioner og kognitiv/behavioristiske traditioner.
Konsulterende psykologi beskæftiger sig med alle anvendte områder inden for psykologi, og med at udvikle en stærk integration mellem videnskab og praksis igennem udviklingen af videnskabsgenerende praksis og reflekterende praksismodeller.

## Konsulterende psykologis overordnede fokus er på
- vigtigheden af interpersonelle processer og kommunikation imellem deltagerne, inden for tilgange der reducerer psykisk og fysisk lidelse og faciliterer velbefindende
- rækken af menneskelige psykologiske funktioner over livsforløbet og arbejdet med udviklingsmæssige barrierer med henblik på at facilitere forandring
- den sociale og kulturelle kontekst inden for hvilken menneskelig udvikling finder sted

Konsulterende psykologi anvendes til at facilitere forandring i relation til et bredt spektrum af udviklingsmæssige barrierer, såsom emotionelle, sociale, pædagogiske, sundhedsrelaterede, arbejdsrelaterede og organisatoriske, og i varierede kontekster, såsom sundhedssektoren (inklusive psykiatrien), uddannelsessystemet, i offentlige og private virksomheder og i samfundet.

## For mere om konsulterende psykologi læs
- Strøier, Vibe (2011): Konsulentens grønspættebog: systemisk og eksistentiel tilgang til konsulentarbejde. DPF
- Woolfe R., The Psychologist, 2001; 14 (7): p.347.
- Woolfe Ray., Dryden Windy. og Strawbridge Sheelagh. (red.) Handbook of Counselling Psychology 2nd Edition, SAGE Publications 2003. ISBN 978-0-7619-7207-5

| Lægevidenskab | Spire Denne artikel om lægevidenskab er en spire som bør udbygges. Du er velkommen til at hjælpe Wikipedia ved at udvide den. |